# Orzeł Biały i Pogoń
Orzeł Biały i Pogoń – dziennik polski ukazujący się w 1831 roku w czasie powstania listopadowego.

## Historia
Pismo codzienne pt. „Orzeł Biały i Pogoń” wychodziło w Warszawie od lipca do września 1831 roku i propagowało zjednoczenie Królestwa Polskiego oraz Litwy w kształcie przedrozbiorowym. W sumie ukazało się 66 numerów gazety.